# ヴァルタ川

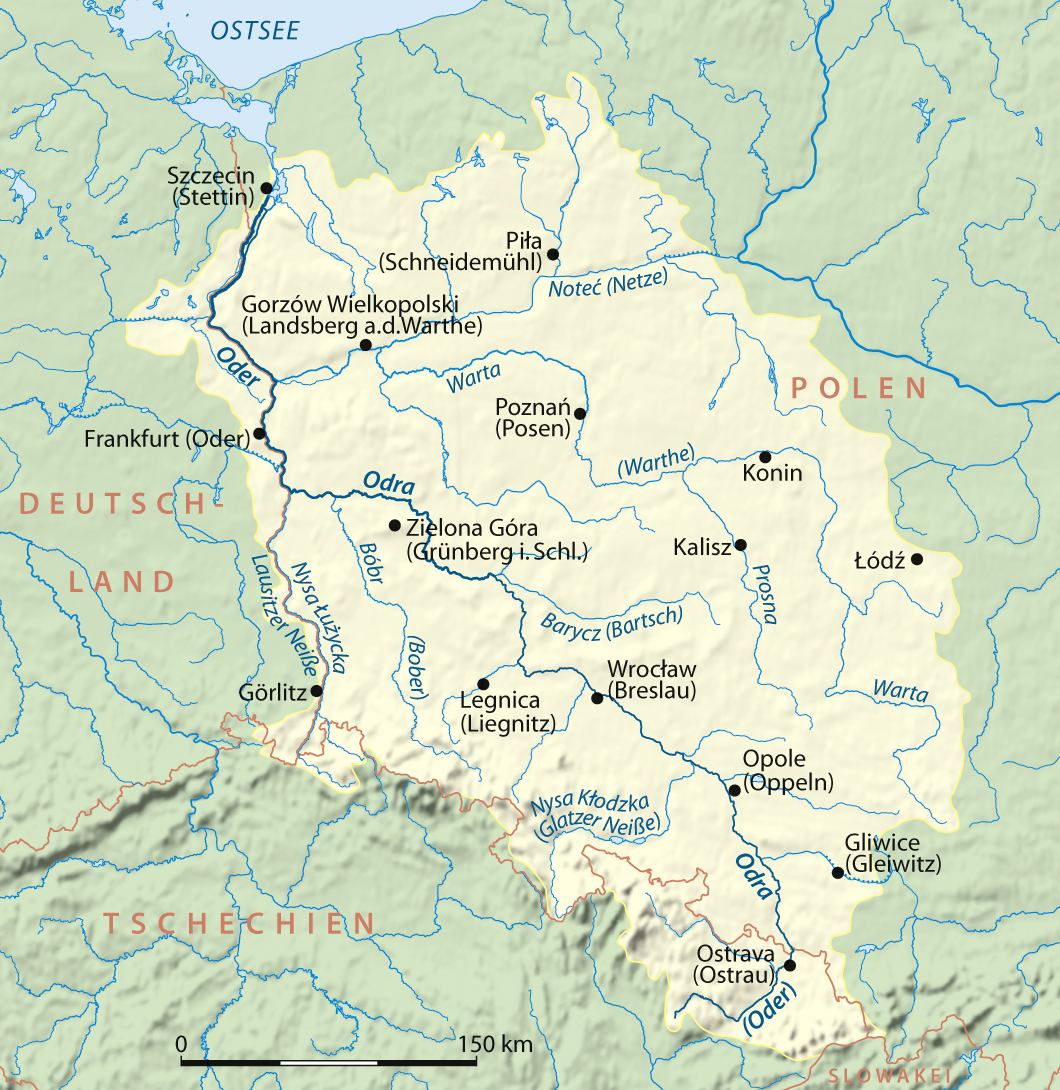
オドラ川（オーデル川）流域図、ヴァルタ川は右支流

ヴァルタ川（ポーランド語：Warta [ˈvarta] ( 音声ファイル)、ドイツ語: Warthe [ˈvaʁtə] ( 音声ファイル)、ラテン語：Varta）は、ポーランドの中部から西部にかけて流れる河川でオドラ川（オーデル川）最大の支流である。合流点まではオドラ川本流よりも長い。ドイツ語ではヴァルテ川と呼ばれる。ポズナンやゴジュフ・ヴィエルコポルスキなどポーランド西部の主要都市を流れる。
長さは約808km、流域面積は54,529平方kmにおよぶ。ヴィスワ川・オドラ川に次ぐポーランド第3の大河。シロンスク県（上シレジア）中部のザヴィエルチェ（Zawiercie）付近に発し、シロンスク県とウッチ県の県境を西へ流れた後にウッチ県西部を北へ流れ、ヴィエルコポルスカ県に入り西へと向きを変え、低地を何度か北へ蛇行しながら、ルブシュ県を経てコストシン・ナド・オドロン（Kostrzyn nad Odrą、独：キュストリン）で西からオドラ川に合流する。

## 地理
流域は最終氷期には北欧を覆う氷床の縁となった地域であり、氷床の辺縁に沿って川が流れた跡がウーアシュトロームタール（Urstromtal）という大きな渓谷状の地形となり、氷床の大きさが変わるたびに東西方向に大きなウーアシュトロームタールが残った。支流ノテチ川（Noteć、独：ネッツェ川）はそのうち一番北にあるウーアシュトロームタールに沿って西へと走っている。その他、氷河が残した地形にはモレーンや無数の湖がある。
主な支流には右岸側（北側）にはノテチ川、左岸側（南側）にはプロスナ川（Prosna）、オブラ川（Obra）がある。またポズナンの上流付近からオドラ川中流へ結ぶ運河があるほか、ノテチ川上流のブィドゴシュチュ運河でヴィスワ川下流の大都市ブィドゴシュチュ（ビドゴシュチ）と結ばれており、オドラ川水系とヴィスワ川水系を結ぶ内陸水運の重要な路線の役割を果たす。
流域の主な都市には、上流のシロンスク県ではザヴィエルチェやシレジアの鉄鋼都市チェンストホヴァ、ウッチ県のシェラツ（Sieradz）、ヴィエルコポルスカ県のコウォ（Koło）、コニン（Konin）、シレーム（Śrem）、県都ポズナン、ルブシュ県のスクフィエジナ（Skwierzyna、独：シュヴェリーン・アン・デア・ヴァルテ）、県都ゴジュフ・ヴィエルコポルスキ（Gorzów Wielkopolski、独：ランツベルク・アン・デア・ヴァルテ）、コストシン・ナド・オドロン（Kostrzyn nad Odrą、独：キュストリン）など。
オドラ川に注ぐ直前の一帯の湿地、草地、ヤナギの林、水路、三日月湖、池などからなるヴァルタ河口国立公園は1984年にラムサール条約に登録された。一帯はガン、カモ、ハクチョウ、ツルの重要な繁殖地である。

## 歴史

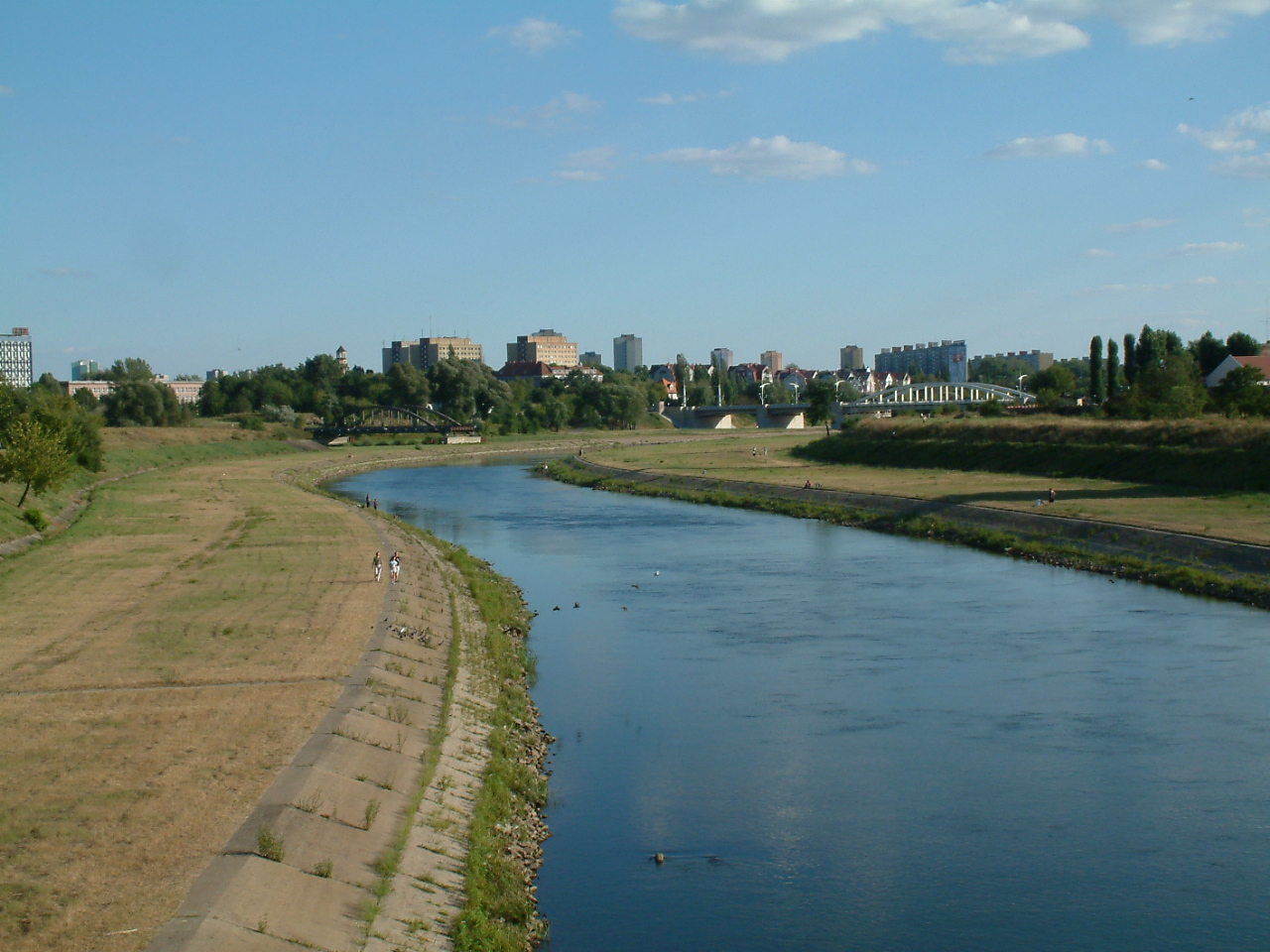
ポズナンを流れるヴァルタ川

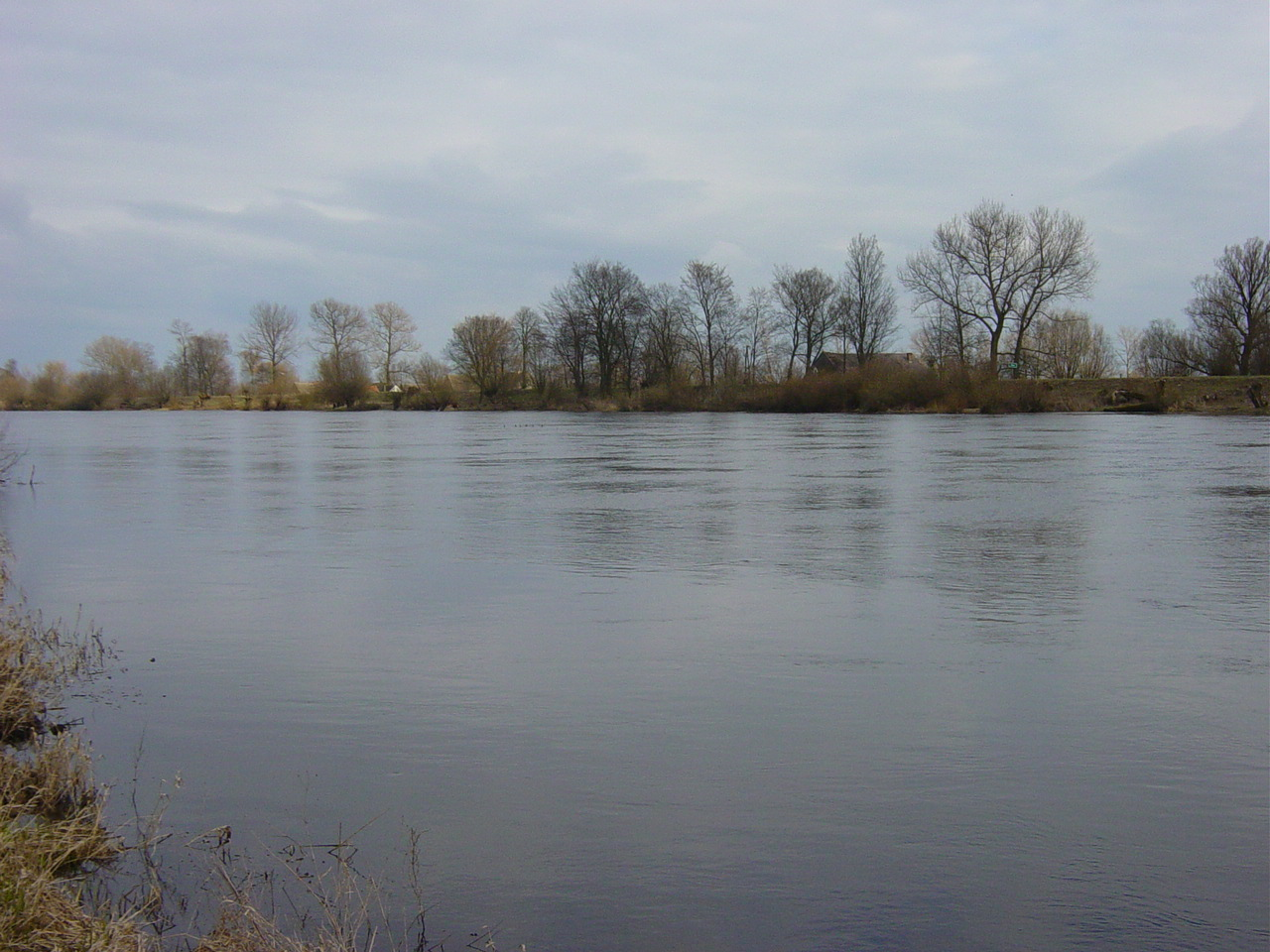
コストシン付近のヴァルタ川

中世前期には流域に多くのスラブ系部族が住み、その中からポズナンを首都にピャスト朝が勃興しポーランド公国を名乗り、中欧から東欧にかけて大国を築き上げた。1025年にはポーランド王国となり直後に首都もクラクフに移ったが、古都ポズナンや大司教座の街グニェズノのあるヴァルタ川流域はポーランド揺籃の地と言える。ポズナンのあるヴィエルコポルスカ県の名は、「大ポーランド」を意味するこの一帯の歴史的地名にちなむ。
中世にはドイツ人の東方植民が進み、下流はブランデンブルク選帝侯の領土となり、ポズナン（ポーゼン）などの都市をはじめ農村地帯にもドイツ人が浸透した。この時期もヴァルタ川流域はドイツ人の国（プロイセン王国など）に対するポーランドの西の国境地帯であったが、1793年に第2次ポーランド分割が行われるとヴァルタ川流域はプロイセン王国の「南プロイセン」となった。1807年、ナポレオン戦争でプロイセンが敗れるとワルシャワ公国の領土となったが、1815年のウィーン会議後はポズナン大公国として再度プロイセンの支配下に入り、1848年にはプロイセンに併合されポーゼン州となった。
第一次世界大戦後にポーランドが独立するとポーランド領のポズナン県やウッチ県などになったが、1939年のポーランド侵攻以後はナチス・ドイツに併合され、ポーゼン帝国大管区、次いでヴァルテ川の名にちなむヴァルテラント帝国大管区（ライヒスガウ・ヴァルテラント）が置かれ、この地のポーランド人住民の相当数がポーランド総督府への強制移住や強制労働で離散させられた。第二次世界大戦後にはヴァルタ川流域はポーランド領に戻り、下流域の長年ブランデンブルクに属していた地域も新たにポーランド領となり、当地に住んでいたドイツ人はオーデル・ナイセ線の西へと追放された（ドイツ人追放）。